# Pozos de Hinojo
Pozos de Hinojo è un comune spagnolo di 76 abitanti situato nella comunità autonoma di Castiglia e León.